# Michel Taris
Pour les articles homonymes, voir Taris.
Michel Taris est un sportif français pratiquant le tir dans la discipline du skeet olympique.

## Palmarès

### Championnats d'Europe
- Champion d'Europe individuel en 1957 (Paris);
- Champion d'Europe par équipes en 1956 (San Sebastián), 1957 (Paris), et 1958 (Genève);